# Liste der Kulturdenkmäler in Schlitz (Vogelsbergkreis)
Die folgende Liste enthält die in der Denkmaltopographie ausgewiesenen Kulturdenkmäler auf dem Gebiet  der  Stadt Schlitz, Vogelsbergkreis, Hessen.
Hinweis: Die Reihenfolge der Denkmäler in dieser Liste orientiert sich zunächst an Stadtteilen und anschließend der Anschrift, alternativ ist sie auch nach der Bezeichnung, der vom Landesamt für Denkmalpflege vergebenen Nummer oder der Bauzeit sortierbar.
Kulturdenkmäler werden fortlaufend im Denkmalverzeichnis des Landes Hessen durch das Landesamt für Denkmalpflege Hessen auf Basis des Hessischen Denkmalschutzgesetzes (HDSchG) geführt. Die Schutzwürdigkeit eines Kulturdenkmals hängt nicht von der Eintragung in das Denkmalverzeichnis des Landes Hessen oder der Veröffentlichung in der Denkmaltopographie ab.

Das Vorhandensein oder Fehlen eines Objekts in dieser Liste ist keine rechtsverbindliche Auskunft darüber, ob es Kulturdenkmal ist oder nicht: Diese Liste entspricht möglicherweise nicht dem aktuellen Stand der offiziellen Denkmaltopographie. Diese ist für Hessen in den entsprechenden Bänden der Denkmaltopographie Bundesrepublik Deutschland und im Internet unter DenkXweb – Kulturdenkmäler in Hessen einsehbar. Auch diese Quellen sind, obwohl sie durch das Landesamt für Denkmalpflege Hessen aktualisiert werden, nicht immer aktuell, da es im Denkmalbestand immer wieder Änderungen gibt.
Eine verbindliche Auskunft erteilt allein das Landesamt für Denkmalpflege Hessen.
Nutze diese Kartenansicht, um Koordinaten in der Liste zu setzen. In dieser Kartenansicht sind Kulturdenkmale ohne Koordinaten mit einem roten bzw. orangen Marker dargestellt und können in der Karte gesetzt werden. Kulturdenkmale ohne Bild sind mit einem blauen bzw. roten Marker gekennzeichnet, Kulturdenkmale mit Bild mit einem grünen bzw. orangen Marker.

## Kulturdenkmäler in der Kernstadt
| Bild                                            | Bezeichnung                                                        | Lage | Beschreibung                                | Bauzeit | Objekt-Nr. |
| ----------------------------------------------- | ------------------------------------------------------------------ | --- | ------------------------------------------- | ------- | ---------- |
| weitere Bilder                                  | Gesamtanlage Schlitz I – Altstadt                                  | Schlitz, An der Hinterburg 1–5; An der Kirche 1–6; An der Schachtenburg 1, 2, 3; An der Vorderburg 1, 1A, 2, 3, 4, 6, 8; Auf der Wacht 1, 2, 3; Auf der Zinn 29; Bahnhofstraße 4–9, 11; Brauhausstraße 5–10, 12, 14, 16, 18, 20, 22, 24; Deibelsburg 1, 2; Grabenberg 1–25, 27, 29, 30, 31, 32, 34; Graf-Karl-Straße 3, 4, 6; Günthergasse 1–5, 8–13, 15, 17–21, 21A, 22, 24, 25, 27, 29, 31; Hainbuche 1, 4, 5, 7–15, 18, 19, 21, 23, 27, 29, 31, 33, 35, 37; Hallengasse 2, 4, 6, 8, 10; Herrngartenstraße 1–7, 9, 11, 13; Hindenburgstraße 1, 2, 3, 5–12, 14, 16, 18, 20, 22, 24, 26, 28; Hinter der Hainbuche 1–6, 9, 11–21, 22A, 22B, 22C, 23, 24, 25, 27, 29, 33, 35, 41; Hintergasse 2, 4, 6, 8, 8A, 10; Im Grund 1–17, 19, 21, 22, 24–29, 31, 33, 35, 39, 41, 43, 45, 47, 49; Knottenberg 2–12, 14; Krämpelmarkt 1, 2, 3, 6–10; Kumpftreppchen 1–5; Marktplatz 1–9; Mühlenweg 2, 4, 5, 6; Obergasse 1–10, 14, 15, 16, 18; Poststraße 20; Raingässchen 1, 3; Ringmauer 1, 2A, 2B, 2C, 3, 4, 5, 9, 11, 13, 15, 16, 17, 17A, 18, 19, 20, 21, 21A, 22–28, 32, 34; Salzschlirfer Straße 1–6, 8–19, 21–35, 35A, 37–43, 45–49, 51, 52; Schulstraße 3, 5, 7, 9, 10, 11, 13, 15, 17; Seelbüde 1, 2, 4, 5, 6, 8, 10; Siebertshof 1–4, 4A, 5–10, 12, 16, 18, 20, 22, 24; Stadtberg 1–5, 7, 9, 11, 13, 15; Steinweg 2, 3, 5, 7, 9, 11, 13–16, 18, 20, 22, 24, 26; Untergasse 1, 2, 3, 5, 5A, 6–14, 16, 18 Lage |                                             |         | 124221 DDB |
| Bild gesucht BW                                 | Gesamtanlage Schlitz II – Nördliche Stadterweiterung               | Schlitz, Bahnhofstraße 13, 15, 16, 18, 19, 20, 22, 24, 26, 29, 30, 34, 34A, 39, 40, 42, 44, 46, 48, 50A; Georg-Christian-Dieffenbach-Straße 23; Heidgraben 2, 4, 6, 7, 8, 10, 12, 16; Heimstättenstraße 2, 4, 6, 8, 9, 10; Otto-Zinßer-Straße 9, 11, 12, 13, 14, 15, 17, 19, 23, 30; Poststraße 3, 6–9, 11, 13; Schillerstraße 1, 2, 4, 6; Schulstraße 1, 1A, 2, 4; Seelbüde 9, 11, 24, 26, 28 Lage |                                             |         | 124222 DDB |
| Bild gesucht BW                                 | Gesamtanlage Schlitz III – südlicher Mühlenweg                     | Schlitz, Mühlenweg 23, 25, 27, 29, 33 Lage |                                             |         | 124186 DDB |
| Bild gesucht BW                                 | Gesamtanlage Schlitz IV – äußere Bahnhofstraße                     | Schlitz, Bahnhofstraße 43, 45, 47, 51, 53, 55, 61A, 61, 70, 72A, 72B, 76 Lage |                                             |         | 758437 DDB |
| Bild gesucht BW                                 | Gesamtanlage Schlitz V – Stadterweiterung Im Grund                 | Schlitz, Am Bodenacker 2, 4, 6; Im Grund 26, 28, 30, 32, 34, 36, 38, 40, 42, 44, 46, 53, 63 Lage |                                             |         | 758364 DDB |
| Bild gesucht BW                                 | Gesamtanlage Schlitz VI – Hallenburg                               | Schlitz, Damenweg 1; Graf-Karl-Straße 7, 9, 11; Gräfin-Anna-Straße 1, 2, 4, 7, 10; Graf-Otto-Hartmann-Straße 1, 2, 4–11, 13, 15; Steinweg 31A Lage |                                             |         | 135867 DDB |
| Bild gesucht BW                                 | Bank „Erste Verschönerung“                                         | Schlitz, Am Rippertsrain (Bei Hohmannsgrund 1) LageFlur: 15, Flurstück: 161/3 |                                             |         | 123238 DDB |
| weitere Bilder                                  | Fachwerkhaus                                                       | Schlitz, An der Hinterburg 1 LageFlur: 16, Flurstück: 297/1 |                                             |         | 123093 DDB |
| weitere Bilder                                  | Fachwerkhaus                                                       | Schlitz, An der Hinterburg 2 LageFlur: 16, Flurstück: 287 |                                             |         | 123094 DDB |
| weitere Bilder                                  | Hinterburg                                                         | Schlitz, An der Hinterburg 3 und 5 LageFlur: 16, Flurstück: 281/5, 281/6, 281/7 |                                             |         | 123188 DDB |
| Fachwerkhaus                                    | Fachwerkhaus                                                       | Schlitz, An der Hinterburg 4 LageFlur: 16, Flurstück: 289/2 |                                             |         | 123191 DDB |
| weitere Bilder                                  | Evangelische Stadtkirche                                           | Schlitz, An der Kirche 1 LageFlur: 16, Flurstück: 284/1 |                                             |         | 123192 DDB |
| weitere Bilder                                  | Fachwerkhaus                                                       | Schlitz, An der Kirche 4 (früher An der Kirche 2) LageFlur: 16, Flurstück: 300/1 | Teil der 5 Gebäude umfassenden Rathauszeile |         | 122880 DDB |
| weitere Bilder                                  | Ehemalige Schule                                                   | Schlitz, An der Kirche 4 (früher An der Kirche 3) LageFlur: 16, Flurstück: 300/1 | Teil der 5 Gebäude umfassenden Rathauszeile |         | 122880 DDB |
| weitere Bilder                                  | Rathaus und „Rathauszeile“                                         | Schlitz, An der Kirche 4 LageFlur: 16, Flurstück: 300/1 | Teil der 5 Gebäude umfassenden Rathauszeile |         | 122880 DDB |
| weitere Bilder                                  | Ehemaliges Stadtpfarrhaus                                          | Schlitz, An der Kirche 4 (früher An der Vorderburg 3) LageFlur: 16, Flurstück: 300/1 | Teil der 5 Gebäude umfassenden Rathauszeile |         | 122880 DDB |
| Ehemalige Mädchenschule                         | Ehemalige Mädchenschule                                            | Schlitz, An der Kirche 4 (früher Marktplatz 8) LageFlur: 16, Flurstück: 300/1 | Teil der 5 Gebäude umfassenden Rathauszeile |         | 122880 DDB |
| weitere Bilder                                  | Fachwerkhaus                                                       | Schlitz, An der Kirche 5 LageFlur: 16, Flurstück: 298 |                                             |         | 122878 DDB |
| weitere Bilder                                  | Oberpfarrhaus                                                      | Schlitz, An der Kirche 6 und 1 LageFlur: 16, Flurstück: 282 |                                             |         | 123095 DDB |
| Fachwerkhaus                                    | Fachwerkhaus                                                       | Schlitz, An der Schachtenburg 1 LageFlur: 16, Flurstück: 278 |                                             |         | 123096 DDB |
| weitere Bilder                                  | Schachtenburg                                                      | Schlitz, An der Schachtenburg 3, An der Hinterburg 3 LageFlur: 16, Flurstück: 281/4, 281/5 |                                             |         | 123144 DDB |
| weitere Bilder                                  | Vorderburg                                                         | Schlitz, An der Vorderburg 1 LageFlur: 16, Flurstück: 283/4 |                                             |         | 123154 DDB |
| Ehemaliger Schafstall und Remise der Vorderburg | Ehemaliger Schafstall und Remise der Vorderburg                    | Schlitz, An der Vorderburg 1A LageFlur: 16, Flurstück: 283/3 |                                             |         | 122507 DDB |
| weitere Bilder                                  | Benderhaus                                                         | Schlitz, An der Vorderburg 2 LageFlur: 16, Flurstück: 312 |                                             |         | 122508 DDB |
| Wohnhaus                                        | Wohnhaus                                                           | Schlitz, An der Vorderburg 4 LageFlur: 16, Flurstück: 314 |                                             |         | 123137 DDB |
| Bild gesucht BW                                 | Wohn- und Geschäftshaus                                            | Schlitz, An der Vorderburg 8, Hindenburgstraße 11 LageFlur: 16, Flurstück: 317 |                                             |         | 123183 DDB |
| Standort der ehemaligen Burg Niederschlitz      | Standort der ehemaligen Burg Niederschlitz                         | Schlitz, Auf dem Burgscheidel LageFlur: 3, Flurstück: 62/1 |                                             |         | 123244 DDB |
| Bild gesucht BW                                 | Katholische Kirche Christkönig                                     | Schlitz, Auf der Hall 7 LageFlur: 5, Flurstück: 202/6 |                                             |         | 123097 DDB |
| Bild gesucht BW                                 | Fachwerkhaus                                                       | Schlitz, Auf der Wacht 2 LageFlur: 16, Flurstück: 357/1 |                                             |         | 123187 DDB |
| Bild gesucht BW                                 | Ehemaliges Postamt                                                 | Schlitz, Bahnhofstraße 13 LageFlur: 4, Flurstück: 156/4 |                                             |         | 122687 DDB |
| Bild gesucht BW                                 | Wohnhaus                                                           | Schlitz, Bahnhofstraße 15 LageFlur: 4, Flurstück: 154/1 |                                             |         | 123089 DDB |
| Bild gesucht BW                                 | Ehemaliges Amtsgericht                                             | Schlitz, Bahnhofstraße 16 LageFlur: 16, Flurstück: 35/4 |                                             |         | 123197 DDB |
| Bild gesucht BW                                 | Wohnhaus                                                           | Schlitz, Bahnhofstraße 19 LageFlur: 3, Flurstück: 147/6 |                                             |         | 122873 DDB |
| Bild gesucht BW                                 | Villa Lindenhof                                                    | Schlitz, Bahnhofstraße 20 LageFlur: 16, Flurstück: 34/3 |                                             |         | 123100 DDB |
| Bild gesucht BW                                 | Weberei Langheinrich                                               | Schlitz, Bahnhofstraße 26 LageFlur: 16, Flurstück: 6/1 |                                             |         | 123198 DDB |
| Bild gesucht BW                                 | Gemeinde-Brückenwaage                                              | Schlitz, Bahnhofstraße 29 LageFlur: 3, Flurstück: 144/9 |                                             |         | 123199 DDB |
| Bild gesucht BW                                 | Ehemalige Seifenfabrik Niepoth                                     | Schlitz, Bahnhofstraße 34 LageFlur: 2, Flurstück: 229/7 |                                             |         | 123200 DDB |
| Bild gesucht BW                                 | Ehemaliger Bahnhof Schlitz                                         | Schlitz, Bahnhofstraße 39 LageFlur: 3, Flurstück: 235/13 |                                             |         | 123169 DDB |
| Bild gesucht BW                                 | Ehemalige Schlitzer Textilwerke, Weberei II der Firma Langheinrich | Schlitz, Bahnhofstraße 40 LageFlur: 2, Flurstück: 462/1 |                                             |         | 123201 DDB |
| Bild gesucht BW                                 | Wohnhaus                                                           | Schlitz, Bahnhofstraße 42 LageFlur: 2, Flurstück: 463 |                                             |         | 123202 DDB |
| Bild gesucht BW                                 | Wohnhaus                                                           | Schlitz, Bahnhofstraße 44 LageFlur: 2, Flurstück: 465 |                                             |         | 123204 DDB |
| Bild gesucht BW                                 | Wohnhaus                                                           | Schlitz, Bahnhofstraße 46 LageFlur: 2, Flurstück: 466 |                                             |         | 123205 DDB |
| Bild gesucht BW                                 | Ehemaliger Gasthof zum „Deutschen Kaiser“                          | Schlitz, Bahnhofstraße 48 LageFlur: 2, Flurstück: 468/3 |                                             |         | 123203 DDB |
| Bild gesucht BW                                 | Wohnhaus                                                           | Schlitz, Bahnhofstraße 51 LageFlur: 3, Flurstück: 9 |                                             |         | 123206 DDB |
| Bild gesucht BW                                 | Ehemaliges Gasthaus „Felsenkeller“                                 | Schlitz, Bahnhofstraße 70 LageFlur: 2, Flurstück: 500/3 |                                             |         | 123207 DDB |
| Bild gesucht BW                                 | Wohnhäuser                                                         | Schlitz, Bleichenstraße 5 und 7 LageFlur: 3, Flurstück: 151, 152 |                                             |         | 123208 DDB |
| Fachwerkhaus                                    | Fachwerkhaus                                                       | Schlitz, Brauhausstraße 6 LageFlur: 16, Flurstück: 90 |                                             |         | 123098 DDB |
| Bild gesucht BW                                 | Häusergruppe                                                       | Schlitz, Brauhausstraße 13 und 15 LageFlur: 16, Flurstück: 260/2, 261/5 |                                             |         | 123265 DDB |
| Fachwerkhaus                                    | Fachwerkhaus                                                       | Schlitz, Brauhausstraße 14 LageFlur: 16, Flurstück: 84/1 |                                             |         | 123170 DDB |
| Fachwerkhaus                                    | Fachwerkhaus                                                       | Schlitz, Brauhausstraße 16 LageFlur: 16, Flurstück: 81/1 |                                             |         | 123171 DDB |
| Fachwerkhaus                                    | Fachwerkhaus                                                       | Schlitz, Brauhausstraße 24 LageFlur: 16, Flurstück: 126/1 |                                             |         | 123172 DDB |
| Bild gesucht BW                                 | Gartenhaus                                                         | Schlitz, Brüder-Grimm-Weg 8 LageFlur: 2, Flurstück: 445 |                                             |         | 123209 DDB |
| Bild gesucht BW                                 | Hofanlage                                                          | Schlitz, Deibelsburg 1 LageFlur: 8, Flurstück: 125/1 |                                             |         | 123210 DDB |
| Bild gesucht BW                                 | „Deibelsburg“                                                      | Schlitz, Deibelsburg 2 und 2A LageFlur: 8, Flurstück: 131 |                                             |         | 123136 DDB |
| Eisenbahnbrücken                                | Eisenbahnbrücken                                                   | Schlitz, Außerhalb der Ortslage (Schlitz (GEW.II), Jahnstraße, Eisenbahnbrücke 2, Auf der Ziegellied) LageFlur: 4, Flurstück: 184/4, 184/5, 184/6, 217/1, 228/2 |                                             |         | 123090 DDB |
| Bild gesucht BW                                 | Forsthaus Eisenberg                                                | Schlitz, Eisenberg 2 LageFlur: 18, Flurstück: 49/9 |                                             |         | 123211 DDB |
| weitere Bilder                                  | Sandkirche                                                         | Schlitz, Friedhofshohl o.N. LageFlur: 2, Flurstück: 268/1 |                                             |         | 123247 DDB |
| weitere Bilder                                  | Friedhof                                                           | Schlitz, Friedhofshohl o.N. LageFlur: 2, Flurstück: 268/1, 269 |                                             |         | 123247 DDB |
| Bild gesucht BW                                 | Zwei Torpfosten                                                    | Schlitz, Gartenstraße 14 LageFlur: 2, Flurstück: 163/1 |                                             |         | 123212 DDB |
| Bild gesucht BW                                 | sogenanntes Gärtnerhaus                                            | Schlitz, Gartenstraße 16 LageFlur: 2, Flurstück: 164/3 |                                             |         | 123099 DDB |
| Bild gesucht BW                                 | Wohnhaus                                                           | Schlitz, Grabenberg 1 und 3 LageFlur: 16, Flurstück: 520/1, 521/1 |                                             |         | 122871 DDB |
| Wohnhaus                                        | Wohnhaus                                                           | Schlitz, Grabenberg 2 LageFlur: 16, Flurstück: 445 |                                             |         | 123133 DDB |
| Bild gesucht BW                                 | Ehemaliges Gasthaus „Zur Rose“                                     | Schlitz, Grabenberg 10 LageFlur: 16, Flurstück: 454 |                                             |         | 123091 DDB |
| Bild gesucht BW                                 | Wohnhaus                                                           | Schlitz, Grabenberg 12 LageFlur: 16, Flurstück: 509 |                                             |         | 122688 DDB |
| Bild gesucht BW                                 | Wohnhaus                                                           | Schlitz, Grabenberg 14 LageFlur: 15, Flurstück: 247/2 |                                             |         | 123213 DDB |
| Bild gesucht BW                                 | Wohnhaus                                                           | Schlitz, Grabenberg 15 LageFlur: 16, Flurstück: 516/3 |                                             |         | 123132 DDB |
| Bild gesucht BW                                 | Scheune                                                            | Schlitz, Grabenberg 16 LageFlur: 15, Flurstück: 248 |                                             |         | 123092 DDB |
| Bild gesucht BW                                 | Wohnhaus                                                           | Schlitz, Grabenberg 18 LageFlur: 15, Flurstück: 245, 246 |                                             |         | 123134 DDB |
| Bild gesucht BW                                 | Torpfosten Grabenberg 37                                           | Schlitz, Grabenberg 37 LageFlur: 2, Flurstück: 164/2 |                                             |         | 123131 DDB |
| Bild gesucht BW                                 | Wasserwerk                                                         | Schlitz, Grabenberg 42 LageFlur: 15, Flurstück: 193/1 |                                             |         | 123214 DDB |
| Bild gesucht BW                                 | Torpfosten Grabenberg                                              | Schlitz, Grabenberg (zwischen Nr. 30 und 32) LageFlur: 15, Flurstück: 232 |                                             |         | 123135 DDB |
| weitere Bilder                                  | Hallenbrücke                                                       | Schlitz, Gräfin-Anna-Straße o.N. LageFlur: 5, Flurstück: 271/1 |                                             |         | 123130 DDB |
| Bild gesucht BW                                 | Annahaus, ehemaliges Hallenberger Wirtshaus                        | Schlitz, Gräfin-Anna-Straße 1 LageFlur: 5, Flurstück: 198/5 |                                             |         | 124313 DDB |
| Bild gesucht BW                                 | Wirtschaftshof der Hallenburg und ehemaliges Gewächshaus           | Schlitz, Gräfin-Anna-Straße 2 und Graf-Otto-Hartmannstraße 8 und 10 LageFlur: 4, Flurstück: 100/25, 100/9, 99/3 |                                             |         | 122877 DDB |
| weitere Bilder                                  | Schloss Hallenburg und Schlosspark                                 | Schlitz, Gräfin-Anna-Straße 4 und 2, Steinweg, Sengelbach, Schlossgarten, Gräfin-Anna-Straße LageFlur: 4, Flurstück: 102/2, 110/1, 92/1, 93/1 94/3, 95/1, 99/2, 99/3 |                                             |         | 122874 DDB |
| Ehemalige Schlossgärtnerei                      | Ehemalige Schlossgärtnerei                                         | Schlitz, Gräfin-Anna-Straße 7 LageFlur: 5, Flurstück: 200/43 |                                             |         | 123173 DDB |
| Bild gesucht BW                                 | Hallenmühle                                                        | Schlitz, Gräfin-Anna-Straße 10 LageFlur: 4, Flurstück: 98/1 |                                             |         | 122876 DDB |
| Bild gesucht BW                                 | Napoleonsruhe                                                      | Schlitz, Gräfin-Anna-Straße (Vor Nr. 7) LageFlur: 5, Flurstück: 270/1 |                                             |         | 123129 DDB |
| Bild gesucht BW                                 | Scheunen                                                           | Schlitz, Graf-Otto-Hartmann-Straße 2 und 4 LageFlur: 4, Flurstück: 100/20, 100/21 |                                             |         | 123174 DDB |
| Bild gesucht BW                                 | Wirtschaftsgebäude                                                 | Schlitz, Graf-Otto-Hartmann-Straße 5, 7 und 9 LageFlur: 4, Flurstück: 101/14, 101/5, 101/6 |                                             |         | 124056 DDB |
| Bild gesucht BW                                 | Inspektorenwohnhaus                                                | Schlitz, Graf-Otto-Hartmann-Straße 6 LageFlur: 4, Flurstück: 100/22 |                                             |         | 123215 DDB |
| Bild gesucht BW                                 | Ehemalige Schmiede des Hallenburger Guts                           | Schlitz, Graf-Otto-Hartmann-Straße 13 LageFlur: 4, Flurstück: 101/2 |                                             |         | 123217 DDB |
| Bild gesucht BW                                 | Jagdhaus am Eisenberg                                              | Schlitz, Große Eisenwiese 1 LageFlur: 19, Flurstück: 23/2, 25/1 |                                             |         | 123175 DDB |
| weitere Bilder                                  | Wirtschaftsgebäude                                                 | Schlitz, Günthergasse 6 LageFlur: 16, Flurstück: 115/1 |                                             |         | 123101 DDB |
| Bild gesucht BW                                 | Fachwerkhaus                                                       | Schlitz, Günthergasse 8 LageFlur: 16, Flurstück: 119, 123 |                                             |         | 123102 DDB |
| weitere Bilder                                  | Fachwerkhaus                                                       | Schlitz, Günthergasse 10 LageFlur: 16, Flurstück: 106 |                                             |         | 123103 DDB |
| weitere Bilder                                  | Fachwerkhaus                                                       | Schlitz, Günthergasse 13 LageFlur: 16, Flurstück: 164/1 |                                             |         | 123104 DDB |
| Bild gesucht BW                                 | Fachwerkhaus                                                       | Schlitz, Günthergasse 20 LageFlur: 16, Flurstück: 99/1 |                                             |         | 123128 DDB |
| weitere Bilder                                  | Hospital                                                           | Schlitz, Günthergasse 21 und 21A LageFlur: 4, Flurstück: 141/8, 165/6 |                                             |         | 123127 DDB |
| Bild gesucht BW                                 | Fachwerkhaus                                                       | Schlitz, Hainbuche 1 LageFlur: 16, Flurstück: 437 |                                             |         | 124374 DDB |
| Bild gesucht BW                                 | Fachwerkhaus                                                       | Schlitz, Hainbuche 4 LageFlur: 16, Flurstück: 373/3 |                                             |         | 123176 DDB |
| Fachwerkhaus                                    | Fachwerkhaus                                                       | Schlitz, Hainbuche 8 und 10 LageFlur: 16, Flurstück: 378/1, 379/1 |                                             |         | 123177 DDB |
| weitere Bilder                                  | Fachwerkhaus                                                       | Schlitz, Hainbuche 11 LageFlur: 16, Flurstück: 389 |                                             |         | 123888 DDB |
| weitere Bilder                                  | Fachwerkhaus                                                       | Schlitz, Hainbuche 18 LageFlur: 16, Flurstück: 383/1 |                                             |         | 123219 DDB |
| Bild gesucht BW                                 | Fachwerkhaus                                                       | Schlitz, Hainbuche 23 LageFlur: 16, Flurstück: 401 |                                             |         | 123220 DDB |
| weitere Bilder                                  | Fachwerkhaus                                                       | Schlitz, Hainbuche 27 und 29 LageFlur: 16, Flurstück: 403/1, 404 |                                             |         | 123221 DDB |
| weitere Bilder                                  | Fachwerkhaus                                                       | Schlitz, Hainbuche 31 und Hinter der Hainbuche 41 LageFlur: 1, Flurstück: 1323/1, 1324/1, 1325/1 |                                             |         | 123222 DDB |
| Bild gesucht BW                                 | Fachwerkhaus                                                       | Schlitz, Hainbuche 35 LageFlur: 1, Flurstück: 1327/1 |                                             |         | 123223 DDB |
| Fachwerkhaus                                    | Fachwerkhaus                                                       | Schlitz, Hallengasse 2 LageFlur: 16, Flurstück: 212 |                                             |         | 123224 DDB |
| Fachwerkhaus                                    | Fachwerkhaus                                                       | Schlitz, Hallengasse 6 LageFlur: 16, Flurstück: 214 |                                             |         | 123225 DDB |
| Bild gesucht BW                                 | Wohnhaus                                                           | Schlitz, Heimstättenstraße 9 LageFlur: 16, Flurstück: 5/1 |                                             |         | 123454 DDB |
| Bild gesucht BW                                 | Wohnhaus                                                           | Schlitz, Herrngartenstraße 1 LageFlur: 16, Flurstück: 276/10 |                                             |         | 123226 DDB |
| Bild gesucht BW                                 | Fachwerkhaus                                                       | Schlitz, Herrngartenstraße 3 LageFlur: 16, Flurstück: 268/1 |                                             |         | 123227 DDB |
| Fachwerkhaus                                    | Fachwerkhaus                                                       | Schlitz, Herrngartenstraße 5 LageFlur: 16, Flurstück: 269/1 |                                             |         | 123228 DDB |
| Fachwerkhaus                                    | Fachwerkhaus                                                       | Schlitz, Herrngartenstraße 7 LageFlur: 16, Flurstück: 270/2 |                                             |         | 123229 DDB |
| Ehemalige Synagoge                              | Ehemalige Synagoge                                                 | Schlitz, Herrngartenstraße 9 LageFlur: 16, Flurstück: 271/9 |                                             |         | 123178 DDB |
| Bild gesucht BW                                 | Villa Wittgenstein, auch Berleburg                                 | Schlitz, Herrngartenstraße 24 LageFlur: 1, Flurstück: 1425/3 |                                             |         | 123230 DDB |
| weitere Bilder                                  | Wohnhaus                                                           | Schlitz, Hindenburgstraße 2 LageFlur: 16, Flurstück: 360 |                                             |         | 123181 DDB |
| weitere Bilder                                  | Wohnhaus                                                           | Schlitz, Hindenburgstraße 3 LageFlur: 16, Flurstück: 363 |                                             |         | 123182 DDB |
| Bild gesucht BW                                 | Ehemalige Apotheke                                                 | Schlitz, Hindenburgstraße 5 LageFlur: 1, Flurstück: 1333/1 |                                             | 1801    | 123459 DDB |
| weitere Bilder                                  | Sog. Torhaus oder Wacht                                            | Schlitz, Hindenburgstraße 6 LageFlur: 16, Flurstück: 352/3 |                                             |         | 123179 DDB |
| Wohnhaus                                        | Wohnhaus                                                           | Schlitz, Hindenburgstraße 10 und 8 LageFlur: 16, Flurstück: 343, 344 |                                             |         | 123180 DDB |
| weitere Bilder                                  | „Hohes Haus“                                                       | Schlitz, Hindenburgstraße 12 LageFlur: 16, Flurstück: 342/3 |                                             |         | 123156 DDB |
| weitere Bilder                                  | Wirtschaftsgebäude                                                 | Schlitz, Hindenburgstraße 16 LageFlur: 16, Flurstück: 339 |                                             |         | 123157 DDB |
| Bild gesucht BW                                 | Wohnhaus                                                           | Schlitz, Hindenburgstraße 18 und 20 LageFlur: 16, Flurstück: 336, 340/1 |                                             |         | 123158 DDB |
| weitere Bilder                                  | Wohnhaus                                                           | Schlitz, Hindenburgstraße 22 LageFlur: 16, Flurstück: 335 |                                             |         | 123457 DDB |
| weitere Bilder                                  | Wohnhaus                                                           | Schlitz, Hindenburgstraße 24 LageFlur: 16, Flurstück: 334/2 |                                             |         | 123161 DDB |
| weitere Bilder                                  | Wohnhaus                                                           | Schlitz, Hindenburgstraße 26 LageFlur: 16, Flurstück: 331/2 |                                             |         | 123160 DDB |
| weitere Bilder                                  | Wohnhaus                                                           | Schlitz, Hindenburgstraße 28 LageFlur: 16, Flurstück: 333/2 |                                             |         | 123159 DDB |
| Bild gesucht BW                                 | Wohnhaus                                                           | Schlitz, Hinter der Hainbuche 11 und 13 LageFlur: 16, Flurstück: 421/1 |                                             |         | 123233 DDB |
| Bild gesucht BW                                 | Wohnhaus                                                           | Schlitz, Hinter der Hainbuche 16 LageFlur: 16, Flurstück: 411 |                                             |         | 123234 DDB |
| Bild gesucht BW                                 | Einhof                                                             | Schlitz, Hinter der Hainbuche 21 LageFlur: 1, Flurstück: 1311 |                                             |         | 124317 DDB |
| Bild gesucht BW                                 | Hofanlage                                                          | Schlitz, Hinter der Hainbuche 23 LageFlur: 1, Flurstück: 1312 |                                             |         | 124318 DDB |
| Bild gesucht BW                                 | Hofanlage                                                          | Schlitz, Hinter der Hainbuche 25 LageFlur: 1, Flurstück: 1313/7 |                                             |         | 123235 DDB |
| Bild gesucht BW                                 | Hofanlage                                                          | Schlitz, Hinter der Hainbuche 33 und 35 LageFlur: 1, Flurstück: 1319/3, 1320/1 |                                             |         | 123237 DDB |
| Fachwerkhaus                                    | Fachwerkhaus                                                       | Schlitz, Im Grund 2 LageFlur: 16, Flurstück: 368/1 |                                             |         | 123153 DDB |
| Fachwerkhaus                                    | Fachwerkhaus                                                       | Schlitz, Im Grund 3 LageFlur: 16, Flurstück: 444 |                                             |         | 123162 DDB |
| weitere Bilder                                  | Fachwerkhaus                                                       | Schlitz, Im Grund 7 LageFlur: 16, Flurstück: 447 |                                             |         | 123163 DDB |
| Fachwerkhaus                                    | Fachwerkhaus                                                       | Schlitz, Im Grund 11 LageFlur: 16, Flurstück: 453 |                                             |         | 123164 DDB |
| Bild gesucht BW                                 | Fachwerkhaus                                                       | Schlitz, Im Grund 12 LageFlur: 16, Flurstück: 434 |                                             |         | 122879 DDB |
| Fachwerkhaus                                    | Fachwerkhaus                                                       | Schlitz, Im Grund 13 LageFlur: 16, Flurstück: 458 |                                             |         | 124396 DDB |
| Bild gesucht BW                                 | Fachwerkhaus                                                       | Schlitz, Im Grund 14 LageFlur: 16, Flurstück: 432/1 |                                             |         | 123165 DDB |
| Fachwerkhaus                                    | Fachwerkhaus                                                       | Schlitz, Im Grund 15 LageFlur: 16, Flurstück: 458 |                                             |         | 124395 DDB |
| Bild gesucht BW                                 | Ehemaliger Schafhof                                                | Schlitz, Im Grund 16 LageFlur: 1, Flurstück: 1305/2 |                                             |         | 122881 DDB |
| Bild gesucht BW                                 | Ehemalige Leinenweberei Baumgärtner                                | Schlitz, Im Grund 28, Auf der Zinn 29 LageFlur: 1, Flurstück: 1537/6, 1537/7 |                                             |         | 124130 DDB |
| Bild gesucht BW                                 | Fachwerkhaus                                                       | Schlitz, Im Grund 29 LageFlur: 16, Flurstück: 475 |                                             |         | 123166 DDB |
| Bild gesucht BW                                 | Fachwerkhaus                                                       | Schlitz, Im Grund 31 LageFlur: 16, Flurstück: 476/1 |                                             |         | 123167 DDB |
| Bild gesucht BW                                 | Fachwerkhaus                                                       | Schlitz, Im Grund 33 LageFlur: 16, Flurstück: 477/3 |                                             |         | 123168 DDB |
| weitere Bilder                                  | Jüdischer Friedhof                                                 | Schlitz, In der Wann LageFlur: 2, Flurstück: 312/1 |                                             |         | 924191 DDB |
| Bild gesucht BW                                 | Hohmühle                                                           | Schlitz, Jahnstraße 13, 17 und 13A LageFlur: 4, Flurstück: 82/6, 85/6 |                                             |         | 123239 DDB |
| Bild gesucht BW                                 | Karlshof                                                           | Schlitz, Karlshof 1 LageFlur: 11, Flurstück: 63 |                                             |         | 123241 DDB |
| Bild gesucht BW                                 | Einhof                                                             | Schlitz, Knottenberg 14 LageFlur: 16, Flurstück: 204 |                                             |         | 123190 DDB |
| Bild gesucht BW                                 | Fachwerkhaus                                                       | Schlitz, Krämpelmarkt 1 LageFlur: 16, Flurstück: 118 |                                             |         | 123189 DDB |
| Fachwerkhaus                                    | Fachwerkhaus                                                       | Schlitz, Krämpelmarkt 2 und 3 LageFlur: 16, Flurstück: 116, 117 |                                             |         | 123152 DDB |
| Fachwerkhaus                                    | Fachwerkhaus                                                       | Schlitz, Krämpelmarkt 4 LageFlur: 16, Flurstück: 82/1 |                                             |         | 124411 DDB |
| weitere Bilder                                  | Fachwerkhaus                                                       | Schlitz, Kumpftreppchen 1 LageFlur: 16, Flurstück: 365 |                                             |         | 926031 DDB |
| Bild gesucht BW                                 | Manghaus                                                           | Schlitz, Kumpftreppchen 1 LageFlur: 1, Flurstück: 1373 |                                             |         | 123151 DDB |
| Bild gesucht BW                                 | Fachwerkhaus                                                       | Schlitz, Kumpftreppchen 4 LageFlur: 16, Flurstück: 367 |                                             |         | 122870 DDB |
| Bild gesucht BW                                 | Brücke über den Sengelbach                                         | Schlitz, Sengelbach (bei Kumpftreppchen 3) LageFlur: 16, Flurstück: 377/1 |                                             |         | 123218 DDB |
| weitere Bilder                                  | Brunnen                                                            | Schlitz, Marktplatz o.N. LageFlur: 16, Flurstück: 319 |                                             |         | 123126 DDB |
| weitere Bilder                                  | Fachwerkhaus                                                       | Schlitz, Marktplatz 1 LageFlur: 16, Flurstück: 332/1 |                                             |         | 123125 DDB |
| weitere Bilder                                  | Ottoburg                                                           | Schlitz, Marktplatz 2 LageFlur: 16, Flurstück: 330/2 |                                             |         | 123145 DDB |
| weitere Bilder                                  | Fachwerkhaus                                                       | Schlitz, Marktplatz 3 LageFlur: 16, Flurstück: 323 |                                             |         | 123146 DDB |
| weitere Bilder                                  | Ehemaliges Wirtshaus „Schwarzer Adler“                             | Schlitz, Marktplatz 4 LageFlur: 16, Flurstück: 322 |                                             |         | 122509 DDB |
| weitere Bilder                                  | Fachwerkhaus                                                       | Schlitz, Marktplatz 5 und Stadtberg 2 LageFlur: 16, Flurstück: 321 |                                             |         | 123147 DDB |
| weitere Bilder                                  | Fachwerkhaus                                                       | Schlitz, Marktplatz 6 LageFlur: 16, Flurstück: 286/2 |                                             |         | 123149 DDB |
| weitere Bilder                                  | Ehemaliges Gasthaus „Zur goldenen Krone“                           | Schlitz, Marktplatz 7 LageFlur: 16, Flurstück: 296 |                                             |         | 123124 DDB |
| weitere Bilder                                  | Fachwerkhaus                                                       | Schlitz, Marktplatz 9 LageFlur: 16, Flurstück: 318 |                                             |         | 123143 DDB |
| Bild gesucht BW                                 | Fachwerkhaus                                                       | Schlitz, Mühlenweg 5 LageFlur: 8, Flurstück: 132/1, 132/2 |                                             |         | 123184 DDB |
| Bild gesucht BW                                 | Ehemalige Papiermühle                                              | Schlitz, Mühlenweg 25 LageFlur: 8, Flurstück: 176/1 |                                             |         | 123242 DDB |
| Bild gesucht BW                                 | Ehemalige Schneidmühle                                             | Schlitz, Mühlenweg 33 LageFlur: 8, Flurstück: 151/4 |                                             |         | 123243 DDB |
| Bild gesucht BW                                 | Wohnhaus                                                           | Schlitz, Otto-Zinßer-Straße 9 LageFlur: 16, Flurstück: 28 |                                             |         | 123185 DDB |
| Bild gesucht BW                                 | Hofanlage                                                          | Schlitz, Otto-Zinßer-Straße 19 LageFlur: 16, Flurstück: 21 |                                             |         | 123246 DDB |
| Bild gesucht BW                                 | Grundstücksmauer                                                   | Schlitz, Poststraße 6 LageFlur: 16, Flurstück: 34/1 |                                             |         | 123391 DDB |
| Bild gesucht BW                                 | Villa                                                              | Schlitz, Poststraße 8 LageFlur: 16, Flurstück: 33 |                                             |         | 124415 DDB |
| Bild gesucht BW                                 | Wohn- und Wirtschaftsgebäude                                       | Schlitz, Poststraße 11 LageFlur: 16, Flurstück: 15 |                                             |         | 123186 DDB |
| Bild gesucht BW                                 | Wohnhaus                                                           | Schlitz, Poststraße 13 LageFlur: 16, Flurstück: 29 |                                             |         | 123123 DDB |
| Bild gesucht BW                                 | Gartenhaus                                                         | Schlitz, Raingäßchen 7 LageFlur: 1, Flurstück: 1367 |                                             |         | 123122 DDB |
| Bild gesucht BW                                 | Wohn- und Geschäftshaus                                            | Schlitz, Ringmauer 1 und 3 LageFlur: 16, Flurstück: 358, 359 |                                             |         | 124223 DDB |
| Fachwerkhaus                                    | Fachwerkhaus                                                       | Schlitz, Ringmauer 9 LageFlur: 16, Flurstück: 349/2 |                                             |         | 123105 DDB |
| Bild gesucht BW                                 | Wohn- und Geschäftshaus                                            | Schlitz, Ringmauer 13 LageFlur: 16, Flurstück: 347/1 |                                             |         | 124055 DDB |
| Bild gesucht BW                                 | Wohn- und Geschäftshaus                                            | Schlitz, Ringmauer 15 LageFlur: 16, Flurstück: 346/9 |                                             |         | 123106 DDB |
| weitere Bilder                                  | Ehemaliges „Deutsches Haus“ und Kegelbahn                          | Schlitz, Ringmauer 16 LageFlur: 16, Flurstück: 55 |                                             |         | 123107 DDB |
| Bild gesucht BW                                 | Ökonomiebau                                                        | Schlitz, Ringmauer 17A LageFlur: 16, Flurstück: 346/2 |                                             |         | 123108 DDB |
| Wohnhaus                                        | Wohnhaus                                                           | Schlitz, Ringmauer 18 LageFlur: 16, Flurstück: 60 |                                             |         | 123109 DDB |
| weitere Bilder                                  | Fachwerkhaus                                                       | Schlitz, Ringmauer 19 LageFlur: 16, Flurstück: 73/1 |                                             |         | 123110 DDB |
| Villa                                           | Villa                                                              | Schlitz, Ringmauer 20 LageFlur: 16, Flurstück: 62 |                                             |         | 123111 DDB |
| weitere Bilder                                  | Fachwerkhaus                                                       | Schlitz, Ringmauer 25 LageFlur: 16, Flurstück: 94/2 |                                             |         | 123112 DDB |
| Sogenanntes Blau-Schilling-Haus                 | Sogenanntes Blau-Schilling-Haus                                    | Schlitz, Salzschlirfer Straße 1 LageFlur: 16, Flurstück: 241/4 |                                             |         | 123249 DDB |
| Bild gesucht BW                                 | Ehemaliges Hallenburger Amtshaus oder Amtsschultheißenhaus         | Schlitz, Salzschlirfer Straße 5 LageFlur: 16, Flurstück: 239/2 |                                             |         | 123231 DDB |
| Fachwerkhaus                                    | Fachwerkhaus                                                       | Schlitz, Salzschlirfer Straße 10 LageFlur: 16, Flurstück: 187/2 |                                             |         | 123250 DDB |
| Wohnhaus                                        | Wohnhaus                                                           | Schlitz, Salzschlirfer Straße 13 LageFlur: 16, Flurstück: 234/4 |                                             |         | 123251 DDB |
| Fachwerkhaus                                    | Fachwerkhaus                                                       | Schlitz, Salzschlirfer Straße 15 LageFlur: 16, Flurstück: 233/1 |                                             |         | 123252 DDB |
| Wohnhaus                                        | Wohnhaus                                                           | Schlitz, Salzschlirfer Straße 16 LageFlur: 16, Flurstück: 190/1 |                                             |         | 123253 DDB |
| Fachwerkhaus                                    | Fachwerkhaus                                                       | Schlitz, Salzschlirfer Straße 19 LageFlur: 1, Flurstück: 1344/1 |                                             |         | 123254 DDB |
| Wohnhaus                                        | Wohnhaus                                                           | Schlitz, Salzschlirfer Straße 23 LageFlur: 1, Flurstück: 1346 |                                             |         | 123255 DDB |
| Fachwerkhaus                                    | Fachwerkhaus                                                       | Schlitz, Salzschlirfer Straße 25 LageFlur: 1, Flurstück: 1345 |                                             |         | 123256 DDB |
| Wohnhaus                                        | Wohnhaus                                                           | Schlitz, Salzschlirfer Straße 27 LageFlur: 1, Flurstück: 1348 |                                             |         | 123257 DDB |
| Bild gesucht BW                                 | Wirtschaftsgebäude                                                 | Schlitz, Salzschlirfer Straße 32 LageFlur: 16, Flurstück: 229 |                                             |         | 123258 DDB |
| Bild gesucht BW                                 | Gebäudegruppe                                                      | Schlitz, Salzschlirfer Straße 37, 39, 41 LageFlur: 1, Flurstück: 1354, 1355, 1356/1 |                                             |         | 123259 DDB |
| Bild gesucht BW                                 | Fachwerkhaus                                                       | Schlitz, Salzschlirfer Straße 43 LageFlur: 1, Flurstück: 1357/1 |                                             |         | 123260 DDB |
| Bild gesucht BW                                 | Fachwerkhaus                                                       | Schlitz, Salzschlirfer Straße 45 LageFlur: 1, Flurstück: 1358/1 |                                             |         | 123121 DDB |
| Bild gesucht BW                                 | Fachwerkhaus                                                       | Schlitz, Salzschlirfer Straße 52 LageFlur: 8, Flurstück: 128, 129 |                                             |         | 123261 DDB |
| Bild gesucht BW                                 | Automobilwerkstatt                                                 | Schlitz, Schillerstraße 2 LageFlur: 2, Flurstück: 227 |                                             |         | 123113 DDB |
| Bild gesucht BW                                 | Ehemaliges Gefängnis                                               | Schlitz, Schulstraße 1 LageFlur: 16, Flurstück: 36/2 |                                             |         | 123114 DDB |
| Bild gesucht BW                                 | Dieffenbach-Schule                                                 | Schlitz, Schulstraße 2 LageFlur: 16, Flurstück: 58/3 |                                             |         | 123901 DDB |
| Bild gesucht BW                                 | Fachwerkhaus                                                       | Schlitz, Schulstraße 3 und 5 LageFlur: 16, Flurstück: 37/5, 38 |                                             |         | 122872 DDB |
| Bild gesucht BW                                 | Wohnhaus                                                           | Schlitz, Schulstraße 4 LageFlur: 16, Flurstück: 56 |                                             |         | 123115 DDB |
| Fachwerkhaus                                    | Fachwerkhaus                                                       | Schlitz, Schulstraße 15 LageFlur: 16, Flurstück: 44/3 |                                             |         | 123116 DDB |
| Bild gesucht BW                                 | Wohnhaus                                                           | Schlitz, Seelbüde 2 LageFlur: 2, Flurstück: 10/1 |                                             |         | 123262 DDB |
| Bild gesucht BW                                 | Wohnhaus                                                           | Schlitz, Seelbüde 8 LageFlur: 2, Flurstück: 12/1 |                                             |         | 123456 DDB |
| Bild gesucht BW                                 | Brücken über den Sengelbach                                        | Schlitz, Sengelbach (Hainbuche) LageFlur: 16, Flurstück: 377/1 |                                             |         | 123218 DDB |
| Bild gesucht BW                                 | Steinborn                                                          | Schlitz, Siebertshof o.N. LageFlur: 16, Flurstück: 148/5 |                                             |         | 123117 DDB |
| weitere Bilder                                  | Sogenannter „Ritterhof“                                            | Schlitz, Siebertshof 2, 4 und 4A LageFlur: 16, Flurstück: 150/2, 151/2, 163/1 |                                             |         | 123118 DDB |
| Fachwerkdoppelhaus                              | Fachwerkdoppelhaus                                                 | Schlitz, Siebertshof 10 und 12 LageFlur: 16, Flurstück: 156, 161 |                                             |         | 123119 DDB |
| Bild gesucht BW                                 | Stadtbefestigung mit Ober- und Niedertor                           | Schlitz, Hinterburgergärten, Stadtberg 7, Stadtberg, Sengelbach, Ringmauer 11 und 15, Marktplatz 2, Kumpftreppchen 1, Hindenburgstraße 5, Hindenburgstraße, An der Vorderburg 1 und 1A, An der Schachtenburg 3, An der Kirche 1, An der Hinterburg 3 und 5 LageFlur: 1, 16, Flurstück: 1333/1, 1372/3, 1372/5, 1373, 1374, 1375/2, 1377/1, 1377/3, 1378, 276/15, 276/6, 281/2, 281/4, 281/7, 283/3, 283/4, 284/1, 320, 330/2, 345/4, 345/5, 346/9, 348/2, 353/2 |                                             |         | 123245 DDB |
| Fachwerkhaus                                    | Fachwerkhaus                                                       | Schlitz, Stadtberg 4 LageFlur: 16, Flurstück: 324 |                                             |         | 123263 DDB |
| weitere Bilder                                  | Ehemalige Brauerei                                                 | Schlitz, Stadtberg 5 und 7 LageFlur: 16, Flurstück: 276/15, 276/17 |                                             |         | 123264 DDB |
| weitere Bilder                                  | Ehemalige Bachmühle                                                | Schlitz, Stadtberg 11 LageFlur: 16, Flurstück: 262 |                                             |         | 123120 DDB |
| weitere Bilder                                  | Werkstatt                                                          | Schlitz, Steinweg 7 und 9 LageFlur: 16, Flurstück: 167 |                                             |         | 124316 DDB |
| weitere Bilder                                  | Wohnhaus                                                           | Schlitz, Steinweg 20, 22, 24 LageFlur: 4, Flurstück: 104/1, 105/1, 106 |                                             |         | 124131 DDB |
| weitere Bilder                                  | Fachwerkhaus                                                       | Schlitz, Steinweg 26 LageFlur: 4, Flurstück: 103/3 |                                             |         | 123266 DDB |
| Bild gesucht BW                                 | Ökonomiegebäude                                                    | Schlitz, Steinweg 31A LageFlur: 16, Flurstück: 174/7 |                                             |         | 123267 DDB |
| Bild gesucht BW                                 | Fachwerkhaus                                                       | Schlitz, Untergasse 1 LageFlur: 16, Flurstück: 506 |                                             |         | 123268 DDB |
| Bild gesucht BW                                 | Fachwerkhaus                                                       | Schlitz, Untergasse 3 LageFlur: 16, Flurstück: 501 |                                             |         | 123269 DDB |
| Bild gesucht BW                                 | Fachwerkhaus                                                       | Schlitz, Untergasse 6 LageFlur: 16, Flurstück: 457 |                                             |         | 124132 DDB |
| Bild gesucht BW                                 | Fachwerkhaus                                                       | Schlitz, Untergasse 12 LageFlur: 16, Flurstück: 465 |                                             |         | 123232 DDB |
| Bild gesucht BW                                 | Bank Zweite Verschönerung                                          | Schlitz, Außerhalb der Ortslage, Im Heidsgrund (Vor Zur Zweiten Verschönerung 1) LageFlur: 15, Flurstück: 602/1 |                                             |         | 123270 DDB |
| Bild gesucht BW                                 | Kohlenmeiler                                                       | Schlitz, Außerhalb der Ortslage (Rohrrück) LageFlur: 22, Flurstück: 4/1 |                                             |         | 123196 DDB |

## Kulturdenkmäler in den Stadtteilen
siehe Liste der Kulturdenkmäler in den Stadtteilen von Schlitz (Vogelsbergkreis)